# Antoine-Louis de Chalamont de La Visclède
Antoine-Louis de Chalamont de La Visclède, né le 2 août 1692 à Tarascon et mort le 22 août 1760 à Marseille, est un homme de lettres français.

## Biographie
La Visclède fit une brillante éducation au collège de Tarascon des Pères de la Doctrine Chrétienne. Sa famille s’établit à Marseille lorsque des affaires domestiques l’y appelèrent vers 1720. Admis, en 1721, dans le cercle des jeunes écrivains qui préparaient la fondation de l’Académie de Marseille, La Visclède en devint bientôt le membre le plus actif et le plus influent. Cette année même, il avait concouru au prix de poésie proposé par l’Académie française sur la Décence et la dignité que Louis XIV mettait dans toutes ses actions et dont il remporta le prix. Deux ans après, « le gentilhomme de Tarascon », comme on le désignait alors dans les recueils de l’Académie Française, obtint un second prix, celui d’éloquence ; il fut deux fois couronné en 1725.
Ces prix le désignèrent à la confiance de ses confrères, au moment où ils allaient faire à Paris des tentatives pour obtenir l’établissement de leur Société et l’affiliation à l’Académie Française.
Ils lui remirent la plume de leur Compagnie et le députèrent auprès du Maréchal de Villars et de l’Académie Française. La Visclède réussit en tout dans la capitale : les littérateurs, qui l’avaient admis dans leurs réunions, aimèrent dès lors à l’appeler « le Fontenelle de la Provence ».
De retour à Marseille, sa popularité s’accrut promptement et il se vit acclamé dans les réunions publiques. Devenu l’âme des délibérations dans la nouvelle Académie, ceux qui s’occupaient de belles-lettres en ville le prenaient pour arbitre.
Les œuvres multipliées de La Visclède montrent au plus haut point qu’il a accompli ce qu’il recommandait fortement aux Académiciens en 1730 : « faisons cesser le reproche qu’on adresse à cette province : vous le savez, Messieurs, on nous accuse de commencer avec ferveur et de poursuivre lentement. » La Visclède parut jusqu’au déclin de sa vie tel qu’il était dans les premières années de l’Académie, ne connaissant ni l’hésitation dans les affaires, ni le repos dans les fonctions de secrétaire perpétuel, ni le découragement dans les obstacles.
Ses lectures oratoires ou poétiques dans les assemblées atteignirent un chiffre élevé et sa correspondance était quotidienne. Il prononça en public l’éloge de dix-neuf Académiciens et d’un associé. Personne n’a obtenu autant de palmes que lui dans les concours. L’Académie Française le couronna six fois : il remporta dix-sept concours dans des Académies de Province.
La Visclède était opposé sans relâche à l’union des sciences avec les lettres dans l’Académie de Marseille, ce dont il se justifiait en invoquant le but de l’Académie de Marseille dans la pensée du roi et de l’Académie Française, les idées qui avaient prévalu à la fondation, après de longs débats et d’inutiles essais précédents. Il resta toujours également inflexible contre l’admission à l’Académie de Marseille, des religieux, dont il refusa toujours le concours, à l’exception de MM. de Saint-Victor. Il ne fit que suivre en cela les règlements précis de l’Académie ; il pouvait ajouter que dans les projets de 1716 et 1717, la même défense avait été formulée et votée sous les yeux de Rigord, le plus actif partisan des Jésuites à Marseille, sans qu’il ait rompu pour ce motif tout rapport avec ses savants confrères.
D’un caractère très liant, d’une obligeance rare, homme du monde aux plus aimables rapports, La Visclède, qui était un académicien-né, fut plus d’une fois le point de mire des satires des écrivains opposés aux Académies qui multiplièrent leurs critiques. Alors qu’il avait joui d’une fortune suffisante, à son arrivée à Marseille, il vit son bien patrimonial, sacrifié avec désintéressement aux muses, se réduire peu à peu à la modicité.
Il fut couronné une dernière fois par l’Académie Française, quelque temps avant sa mort, pour une ode sur l’Immortalité de l’âme. Dulard lui succéda brièvement comme secrétaire perpétuel à l’Académie de Marseille, étant mort la même année.
Malgré ce portrait académique rempli de louanges, il faut reconnaître que La Visclède, comme une bonne partie de sa compagnie, fut un opposant farouche à l'entrée des ecclésiastiques dans son académie. Sa querelle avec d'Héricourt, intendant des galères, nouvellement élu son directeur, est très significative à ce sujet. C'était un "anticlérical" avant la lettre et son opposition ne permit pas à l'académie de Marseille de développer fructueusement une activité scientifique en son sein avant la seconde moitié du XVIIIe siècle. L'analyse qui en a été faite dans l'article d'ICC cité en source, éclaire fort bien ce proto-anticléricalisme d'une grande partie des élites intellectuelles de province dans le premier tiers du XVIIIe siècle.